# Siri Lindley
Siri Lindley (Greenwich, 26 maggio 1969) è un'ex triatleta statunitense.

## Carriera
Nota nei campi di gara per la sua importante frazione podistica, che le ha permesso di vincere molte competizioni, ha dominato la scena mondiale del triathlon nel 2001 e nel 2002.
Nel 2000 ha partecipato ai campionati del mondo di Perth classificandosi al 10º posto assoluto. Nel corso dello stesso anno ha conseguito un ottimo 2º posto nella gara di coppa del mondo di Tiszaujvaros, ha vinto poi le gare di Losanna e Cancun.
Nel 2001 ottiene i suoi migliori risultati. Vince in tutto 5 gare di coppa del mondo (Rennes, Toronto, Corner Brook, Tiszaujvaros e Losanna) e si laurea campionessa del mondo a Edmonton. Nello stesso anno si classifica 3º alla gara di Ishigaki.
Nel 2002 vince 4 gare di coppa del mondo (Edmonton, Corner Brook, Tiszaujvaros e Losanna), mentre ai campionati del mondo di Cancun non va oltre un deludente 13º posto assoluto. Degno di nota il 2º posto alla gara di coppa del mondo di Amburgo ed un 3º posto a quella di Geelong.
Dal 2003 è divenuta coach di triathlon, abbandonando l'attività professionistica.

## Titoli
- Campionessa del mondo di triathlon (Élite) - 2001
- Coppa del mondo di triathlon - 2001, 2002
- Campionessa del mondo di aquathlon (Élite) - 2001
- Campionessa statunitense di triathlon (Élite) - 1998